# Kevarrius Hayes
Kevarrius Keshawn Hayes (Live Oak, 5 marzo 1997) è un cestista statunitense naturalizzato centrafricano.

## Carriera
Con la Rep. Centrafricana ha disputato i Campionati africani del 2021.

## Statistiche

### College
| Anno      | Squadra        | PG  | PT | MP   | TC%  | 3P% | TL%  | RP  | AP  | PRP | SP  | PP  |
| --------- | -------------- | --- | -- | ---- | ---- | --- | ---- | --- | --- | --- | --- | --- |
| 2015-2016 | Florida Gators | 35  | 6  | 11,5 | 70,0 | -   | 47,5 | 2,6 | 0,2 | 0,3 | 0,6 | 2,8 |
| 2016-2017 | Florida Gators | 36  | 16 | 18,3 | 60,6 | -   | 67,3 | 4,4 | 0,2 | 0,7 | 1,7 | 6,2 |
| 2017-2018 | Florida Gators | 33  | 25 | 23,2 | 56,9 | -   | 50,0 | 5,0 | 0,4 | 1,0 | 2,0 | 4,8 |
| 2018-2019 | Florida Gators | 36  | 35 | 25,0 | 67,3 | -   | 66,7 | 6,3 | 0,7 | 1,0 | 1,9 | 8,3 |
| Carriera  | Carriera       | 140 | 82 | 19,5 | 63,2 | -   | 60,2 | 4,6 | 0,4 | 0,7 | 1,5 | 5,6 |

### Eurolega
| Anno      | Squadra         | PG  | PT | MP   | TC%  | 3P%  | TL%  | RP  | AP  | PRP | SP  | PP  |
| --------- | --------------- | --- | -- | ---- | ---- | ---- | ---- | --- | --- | --- | --- | --- |
| 2020-2021 | ASVEL           | 20  | 3  | 10,8 | 45,2 | 0,0  | 63,6 | 2,6 | 0,4 | 0,4 | 0,9 | 3,0 |
| 2022-2023 | Žalgiris Kaunas | 37  | 28 | 17,6 | 50,0 | -    | 72,4 | 4,4 | 0,5 | 0,7 | 0,9 | 5,4 |
| 2023-2024 | Žalgiris Kaunas | 34  | 15 | 18,7 | 56,6 | 66,7 | 77,1 | 4,0 | 0,5 | 0,7 | 0,7 | 5,6 |
| 2024-2025 | Paris           | 38  | 38 | 20,2 | 61,5 | 0,0  | 78,3 | 4,6 | 0,5 | 1,0 | 0,8 | 6,5 |
| Carriera  | Carriera        | 129 | 84 | 17,6 | 55,1 | 40,0 | 73,8 | 4,1 | 0,5 | 0,7 | 0,9 | 5,4 |

### Eurocup
| Anno      | Squadra   | PG | PT | MP   | TC%  | 3P% | TL%  | RP  | AP  | PRP | SP  | PP  |
| --------- | --------- | -- | -- | ---- | ---- | --- | ---- | --- | --- | --- | --- | --- |
| 2021-2022 | Bursaspor | 22 | 20 | 24,2 | 57,0 | 0,0 | 68,8 | 6,8 | 1,2 | 1,5 | 1,1 | 9,0 |
| Carriera  | Carriera  | 22 | 20 | 24,2 | 57,0 | 0,0 | 68,8 | 6,8 | 1,2 | 1,5 | 1,1 | 9,0 |

## Palmarès
- Campionato francese: 2

ASVEL: 2020-2021
Paris: 2024-2025
- Campionato lituano: 1

Žalgiris Kaunas: 2022-2023
- Coppa di Francia: 2

ASVEL: 2020-2021
Paris: 2024-2025
- Coppa di Lituania: 2

Žalgiris Kaunas: 2022-2023, 2023-2024